# Мужья Ривер Сонг
«Мужья Ривер Сонг» (англ. The Husbands of River Song) — спецвыпуск между девятым и десятым сезонами британского научно-фантастического телесериала «Доктор Кто». Премьера серии состоялась 25 декабря 2015 года на канале BBC One. Сценарий написан шоураннером Стивеном Моффатом, тогда как режиссёром выступил Дуглас Маккиннон.
В рождественском спецвыпуске впервые состоялась встреча Двенадцатого Доктора в исполнении Питера Капальди и Ривер Сонг, к роли которой вернулась Алекс Кингстон, в последний раз появлявшаяся в сериале в финале седьмого сезона «Имя Доктора». Также в эпизоде впервые принял участие Мэтт Лукас в роли Нардола, который станет спутником, начиная со следующей серии.

## Синопсис
В далёкой человеческой колонии наступает Рождество, и Доктор прячется от колядок и оленьих рожек. Но когда экипаж потерпевшего крушение корабля обращается к нему за помощью, Доктор вместе с отрядом Ривер Сонг бросается в стремительную и безумную погоню по галактике. Король Гидрофлакс в ярости, его огромный робот-телохранитель вышел из-под контроля и собирается всех прикончить! Удастся ли Нардолу выжить? И когда Ривер наконец узнает Доктора? Всё выяснится на звёздном лайнере, полном галактических суперзлодеев, в пункте назначения, которого Доктор очень долго избегал.

## Сюжет
В 5343 году на планете Мендоракс Деллора в поселении людей наступает Рождество. Ривер Сонг отправляет своего помощника Нардола за хирургом, чтобы провести операцию её умирающему мужу, королю Гидрофлаксу, и тот по ошибке приводит к ней на корабль Доктора. Ривер не узнаёт его, поскольку ещё не встречала нынешнее воплощение Доктора. Повелитель Времени же к своему неудовольствию вынужден терпеть, как его жена флиртует с Гидрофлаксом. Выясняется, что самый дорогой бриллиант во Вселенной, Галассийский Андровар, застрял в голове короля во время набега на хранилища галассийцев и медленно его убивает. Ривер хочет вовсе не вылечить Гидрофлакса, а отрезать ему голову, чтобы забрать бриллиант.
Узнав правду, король Гидрофлакс приходит в ярость; будучи киборгом, он отцепляет свою голову от механического тела в целях безопасности и приказывает тому разобраться с Доктором и Ривер. Пока профессор Сонг даёт отпор, Доктор хватает голову Гидрофлакса и угрожает выкинуть её в мусоропровод. В этот момент им на выручку приходит Рамон, другой муж Ривер, телепортировав группу на улицу. Тело Гидрофлакса, действующее само по себе, тем временем обезглавливает Нардола, чтобы использовать его голову в качестве своей, так как считает, что тот обладает дополнительной информацией о Ривер.
Доктор по-прежнему убеждён, что Ривер знает, кто он такой, но та продолжает всё отрицать. Она рассказывает, что намеренно устроила крушение корабля Гидрофлакса в этом месте, поскольку здесь должен был находиться Доктор со своей ТАРДИС. Ривер не знает о новом цикле регенераций Доктора и его новых лицах, поэтому Рамону удаётся обнаружить одну лишь ТАРДИС, но не её владельца. Тогда Ривер решает позаимствовать машину времени, как она, очевидно, уже делала ранее без ведома Доктора. Однако предохранители ТАРДИС не дают ей тронуться с места, поскольку машина регистрирует, что тело и голова Гидрофлакса находятся одновременно и внутри ТАРДИС, и за её пределами.
Тем временем Рамон, услышав зов Нардола о помощи, попадает в ловушку, и его голова также оказывается загружена в тело Гидрофлакса. Благодаря маячку в голове короля его тело обнаруживает местоположение ТАРДИС и прорывается внутрь. Теперь, когда обе части Гидрофлакса оказываются на борту машины времени, она переносится на звездолёт «Гармония и искупление». Там Ривер просит метрдотеля Флемминга запереть багажный отсек, где приземлилась ТАРДИС, чтобы тело Гидрофлакса не смогло их преследовать.
Ривер поясняет, что вместо того, чтобы вернуть бриллиант галассийцам, она намерена продать его покупателю по имени Шрам. Ресторан, который служит местом встречи, оказывается заполнен собратьями Шрама — представителями Стаи Зимней Гармонии. После получения платы Доктору и Ривер становится известно, что Шрам и его союзники поклоняются Гидрофлаксу и они охотились за бриллиантом ради него. Доктор и Ривер, пытаясь скрыть голову с драгоценным камнем в сумке, намереваются сбежать, но их останавливает Флемминг. Метрдотель под страхом смерти пообещал телу Гидрофлакса добыть для него самую лучшую голову — Доктора — утверждая, что Ривер Сонг послужит для этого идеальной приманкой.
Тело Гидрофлакса приходит к выводу, что его голова слишком сильно повреждена и скоро погибнет, и уничтожает её, оставив один лишь бриллиант. Флемминг требует от Ривер раскрыть местонахождение Доктора, но та объясняет, что хотя она любит Доктора, они ошибаются, полагая, будто он любит её в ответ. Она считает, что Доктор не влюбляется, что он выше подобных эмоций и что он не дорожит ею настолько, чтобы поставить себя под удар и прийти на помощь, окажись она в беде. После этого, заметив пристальный взгляд и лёгкую ухмылку на лице Доктора, Ривер осознаёт, что он был рядом с ней всё это время.
Зная, что звездолёт вот-вот столкнётся с метеоритом, Ривер и Доктор используют этот момент для побега, забрав с собой бриллиант. С помощью устройства для перевода денег, полученного от Шрама, Доктор устраивает сбой в теле Гидрофлакса и отправляется на мостик. В то время, как корабль падает, Ривер понимает, что они направляются на планету Дариллиум, на которой находятся Поющие Башни — то самое место, где они с Доктором должны провести свою последнюю ночь вместе («Тишина в библиотеке»). Придя к выводу, что корабль не спасти, пара спешит укрыться в ТАРДИС, однако сила столкновения с поверхностью планеты такова, что Ривер теряет сознание.
Откладывая последнее свидание с Ривер на Дариллиуме так долго, насколько это было возможно, Доктор решает наконец принять неизбежное. Отправившись во времени на следующее утро, он предлагает человеку, который ищет выживших в катастрофе, построить на этом самом месте ресторан с видом на Поющие Башни, и дарит ему бриллиант в качестве капитала. После этого Доктор снова переносится вперёд во времени и заказывает столик на балконе на Рождество через четыре года. Когда Ривер просыпается и покидает ТАРДИС, ей становится известно, что Доктор ждёт её у их столика в ресторане. Там она встречает тело Гидрофлакса, работающее официантом, которое было спасено при крушении и с тех пор находится под управлением Рамона и Нардола.
Доктор дарит своей жене подарок — звуковую отвёртку, которая будет при ней в «Тишине в библиотеке». Наслаждаясь видом на Поющие Башни, Ривер спрашивает, являются ли истории о том, что это их последняя ночь вместе, правдой. Повелитель Времени в ответ заявляет, что конец их совместного времени неизбежен и отказывается рассказывать будущее. Тем не менее Доктор сообщает, что одна ночь на Дариллиуме длится целых двадцать четыре года. И, таким образом, пара будет жить вместе «долго и счастливо».

## Связь с другими сериями
В серии присутствует космический лайнер, как в серии Рождества 2007 года «Путешествие проклятых».
С точки зрения Ривер Сонг события разворачиваются сразу же после эпизода «Ангелы захватывают Манхэттен».
В конце серии указано, что это последняя ночь в жизни Ривер Сонг, в конце которой она должна отправиться в Библиотеку в серии «Лес мертвецов», где она должна была пожертвовать собой ради спасения других.

## Отзывы критиков
| Рейтинги                        | Рейтинги |
| Издание                         | Оценка   |
| ------------------------------- | -------- |
| Rotten Tomatoes (Tomatometer)   | 95%      |
| Rotten Tomatoes (Average Score) | 7,58     |
| Radio Times                     | [ 6 ]    |
| New York Magazine               | [ 7 ]    |
| SciFiNow                        | [ 8 ]    |
| TV Fanatic                      | [ 9 ]    |
| CultBox                         | [ 10 ]   |
| IGN                             | 8,4      |
| Paste Magazine                  | 8,2      |
| PopMatters                      | 7/10     |
| The A.V. Club                   | B        |

«Мужья Ривер Сонг» были одобрительно встречены критиками. По их мнению, рождественский выпуск идеально сочетает в себе «простоту и душевность». На сайте Rotten Tomatoes рейтинг серии составляет 95 % на основе 19 обзоров.
Эпизод выиграл премию «Сатурн» за лучшую телепостановку, а Алекс Кингстон получила номинацию в категории лучшая гостевая роль в телесериале.

## Показ

### Кинотеатры
Эпизод прокатывался в кинотеатрах России и стран СНГ с 25 декабря 2015 года по 25 января 2016 года. 26 декабря 2015 года также состоялся показ в избранных кинотеатрах Дании, а 28 и 29 декабря — в кинотеатрах США. Показ в кинотеатре также дополнительно включал в себя интервью с Алекс Кингстон и ролик со сценами со съёмочной площадки.

## Производство
Читка сценария состоялась 31 августа 2015 года. Съёмки эпизода проходили с 1 по 26 сентября 2015 года.

## Издание
Спецвыпуск «Мужья Ривер Сонг» был выпущен на DVD и Blu-ray 25 января 2016 года в Великобритании, 27 января в Австралии и 23 февраля в США. Помимо этого эпизод вошёл в бокс-сет полного девятого сезона, который вышел 7 марта 2016 года в Британии, 9 марта в Австралии и 5 апреля в Америке.